# Федорівка (Джанкойський район)
Фе́дорівка (до 1944 — Теґє́, крим. Tege) — село Джанкойського району Автономної Республіки Крим. Населення становить 55 осіб. Орган місцевого самоврядування — Табачненська сільська рада. Розташоване на півдні району.

## Географія
Федорівка — маленьке село на південному сході району, в степовому Криму, біля кордону з Нижньогірським районом, у верхів'ї впадання в Сиваш безименого струмка, перетвореного в колектор Північно-Кримського каналу, висота над рівнем моря — 19 м. Найближчі села: Новосільцеве — за 4,7 кілометра на схід і Азовське за 2,5 км на захід, там же найближча залізнична станція — Азовська (на лінії Джанкой — Феодосія) — за 3,5 км. Відстань до райцентру — близько 27 кілометрів на північний захід.

## Історія
Перша документальна згадка села зустрічається в Камеральному Описі Криму  … 1784 року, судячи з якого, в останній період Кримського ханства Текія входила в Насивський кадилик Карасубазарського каймакамства.
Після анексії Криму Російською імперією, на території колишнього Кримського Ханства була утворена Таврійська область і село була приписане до Перекопського повіту 
За Відомостями про всі селищах в Перекопському повіті… від 21 жовтня 1805 року, в селі Тоде значилося 17 дворів і 93 жителя кримських татар.
У 1860-х роках, після земської реформи Олександра II, село приписали до Байгончецької волості того ж повіту. Згідно «Пам'ятної книги Таврійської губернії за 1867 рік», село Теге було покинуте мешканцями у 1860—1864 роках, через еміграцію кримських татар, особливо масової після Кримської війни 1853—1856 років, в Туреччину та залишалося в руїні
А вже в  «Списку населених місць Таврійської губернії за відомостями 1864 року» , складеному за результатами VIII ревізії 1864 року, Теге — власницьке татарське село, з 8 дворами, 35 жителями і мечеттю при колодязях. На карті 1865-76 року в селі Теге також відзначені 8 дворів. В «Пам'ятній книзі Таврійської губернії 1889 року»  за результатами Х ревізії 1887 року записаний Теге, з 4 дворами і 25 жителями. Потім село зі списків зникає і знову з'являється, як селище Теге при селі Азовське (смт)Колай Ак-Шейхської волості Перекопського повіту в Статистичному довіднику Таврійської губернії 1915 року , причому, згідно енциклопедичного словника «Німці Росії», це було німецько — російське поселення з 53 жителями.
Після радянської окупації, за постановою Кримревкома від 8 січня 1921 року № 206 «Про зміну адміністративних кордонів» була скасована волосна система і в складі Джанкойського повіту (перетвореного з Перекопського) був створений Джанкойський район. У 1922 році повіти перетворили в округу. Згідно  Списку населених пунктів Кримської АРСР за Всесоюзним переписом від 17 грудня 1926 року, селище Теге (при станції Колай), з населенням 88 чоловік, входило до складу Ак-Шейхської сільради Джанкойського району . Після утворення в 1935 році Колайського району село включили до його складу. Мабуть, до 1930-х років село спорожніло, оскільки на кілометровій карті Генштабу Червоної армії 1941 року, складеної за більш раннім джерелам, Теге позначений умовним знаком хутір з 1-2 діорів, а на відповідній своєму часу двокілометрівці РККА 1942 року — досить велике село. Незабаром після початку Німецько-радянської війни, 18 серпня 1941 року німці з села були виселені, спочатку в Ставропольський край, а потім в Сибір і північний Казахстан. Час перейменування села не встановлено: можливо, коли після звільнення Криму від нацистів, в район, згідно з постановою Державного Комітету Оборони № ГОКО-6372с від 12 серпня 1944 року, приїхали перші переселенці, село отримало нову назву — Федорівка.
У 1962 році, згідно з указом Президії Верховної Ради УРСР «Про укрупнення сільських районів Кримської області», від 30 грудня 1962 Азовський район був включений до складу Джанкойського 

## Населення

### Мова
Розподіл населення за рідною мовою за даними перепису 2001 року:
| Мова              | Відсоток |
| ----------------- | -------- |
| російська         | 61,82 %  |
| кримськотатарська | 36,36 %  |
| українська        | 1,82 %   |